# Dąbrowica (Zawiercie)
Dąbrowica – osiedle Zawiercia, położone w południowo-zachodniej części miasta.

## Zasięg
W skład osiedla wchodzą ulice: Brata Alberta, Bzowska, Chemiczna, Dąbrowica, Dębowa, Dojazdowa, Głogowa, Jagodowa, Jęczmienna, Kłosowa, Ładna, Miła, Obrońców Poczty Gdańskiej Od Nr 36 Do Końca, Pszenna, Sienna, Spadowa, Stary Las, Szczęśliwa, Szewska, Szklarska, Towarowa, Towarowa Od Nr 32 Do Końca, Włókiennicza, Wypaliska, Zajazdy, Żabia Od Nr 29 I Od Nr 58 Do Końca, Żółwia.

## Historia
Dawniej Dąbrowica była kolonią należącą do majątku gminy Kromołów. Od 1954 w gromadzie Kromołów. 1 stycznia 1965 Dąbrowicę z Wartami włączono do Zawiercia.